# لجع
لجع، هي قرية من فئة (أ) تقع في محافظة الرين، والتابعة لمنطقة الرياض في السعودية. وتبعد لجع عن محافظة الرين بمسافة تقارب () كم. أمير المركز الشيخ حمود بن خريزان بن فهيد بن لزيمة الخنافر 